# 奧克斯維爾 (紐約州)
奧克斯維爾（英語：Oaksville）是位於美國紐約州奧齊戈縣的非建制地區。

## 歷史
奧克斯維爾的郵局於1814年設立，其後於1942年停運。

## 地理
奧克斯維爾所處的海拔為高於海平面389米（即1276英呎），而該地所採用的時區為UTC-5，即北美东部时区（EST）。同時該地設有夏令時間，為UTC-5調快一小時，即UTC-4（EDT）。